# Marion Dimali
Marion Dimali (geboren als Marion Krainer in Klagenfurt am Wörthersee) ist eine österreichische Schauspielerin, Regisseurin, Schauspielcoach und Kabarett-Autorin.

## Leben
Nach einem Studium für klassischen Sologesang am Konservatorium Klagenfurt belegte sie einen Musicallehrgang an der Universität für Musik und darstellende Kunst Wien. Ihre Ausbildung setzte sie am Prayner Konservatorium und am Konservatorium der Stadt Wien in der Abteilung für musikalisches Unterhaltungstheater fort.
Von 1987 bis 1993 war sie als Schauspielerin, Regisseurin und in der künstlerischen Leitung am Graumann Theater tätig. 1993 bis 1995 folgte ein USA-Aufenthalt mit Aus- und Weiterbildungen („On Camera Acting“ bei Rick Edelstein in Los Angeles sowie Fernsehproduktion und Regie) und Moderation einer wöchentlichen Fernsehshow.
Seit 1995 ist sie in Wien als freie Schauspielerin in zahlreichen Produktionen auf der Bühne, sowohl im Musik- als auch im Sprechtheater, und in Film und Fernsehen tätig. Als Regisseurin inszeniert sie Comedy und Kabarett, Operette, Dramen und Oper und betätigt sich als Autorin für Kabarett, Comedy und Soloprogramme für sich selbst und Kollegen.

## Inszenierungen (Auswahl)

### Kabarett
- „Glanz und Gloria“, erstes Kabarettsolo von Sigrid Hauser.
- „Helfried, bitte melde dich“ von und mit Christian Hölbling.
- „Flugangsthasen“, „Radioaktiv“ und „Jackpot“ von und mit Nadja Maleh (die Programme wurden 2007 mit dem Münchner Kabarett Kaktus, 2008 mit dem Silbernen Passauer Scharfrichterbeil, 2009 mit dem Paulaner Solo und 2010 mit dem Österreichischen Kabarettpreis ausgezeichnet.)
- „Total brachial“ (ausgezeichnet mit dem Salzburger Stier) und „Der Paragrafenreiter“ von und mit Ludwig Wolfgang Müller.
- „Realitätsverlust“ von und mit Stefan Mikl.
- ONE NIGHT STAND – Die Comedy Show mit Nadja Maleh, Stefan Haider & Michael Schuller
- „a life“, „wer sonst?!“ und „Papa m.b.H.“ mit Christoph Fälbl.
- „Superstar - Director's Cut“ von und mit Andreas Ferner.
- „Raus mit der Sprache“ von und mit Andy Woerz.
- „Sie werden dran glauben müssen“ von und mit Susanne Pöchacker.
- „Frauen aus dem Hinterhalt“ Kabarettprogramm von und mit Patricia Simpson, Steffi Paschke und Verena Scheitz.
- „Papa m.b.H“ (Solokabarett Christoph Fälbl / Buch: Roman Frankl)
- „Jackpot“ (Solokabarett von und mit Nadja Maleh)
- „Schule Oida“ (Solokabarett von und mit Andreas Ferner)
- „Ein Schlagernachtstraum(a)“ (Musikkabarett mit Adriana Zartl und Missy May / Buch: Elfi Gerdenits)
- „Schwarz mit Zucker“ (Solokabarett von und mit Michael Schuller)
- „Heppi Peppi-Das Konzert“ (Musikprogramm mit Band – mit den Kernölamazonen / Buch: Michaela Riedl-Schlosser)
- „Placebo“ (Solokabarett von und mit Nadja Maleh)
- „Hoppala“ (Solokabarett von und mit Nadja Maleh)[2]

### Musiktheater
- Christmasshow (Musicalrevue von Rupert Henning mit Sigrid Hauser, Andreas Steppan und Patricia Simpson) – Casino Baden
- Das Telefon (Oper v. G.Menotti) – Interkultheater Wien
- Die goldne Meisterin (Operette v. E. Eysler) Wiener Kammeroper
- Il Barbiere di Siviglia (Oper v. G. Rossini) Schönbrunner Schloßtheater
- Polnische Hochzeit (Präexposition der Operette von J.Beer) Jüdisches Museum und Polnisches Institut Wien
- Polnische Hochzeit (Operette von J. Beer- österreichische Uraufführung) Wiener Operettensommer 2012
- Triumph of Love (Musical von Jeffrey Stock und James Magruder) Österreichische Erstaufführung 2018[3]

### Schauspiel
- Der Ansager einer Stripteasenummer gibt nicht auf (B. Kirchhoff) – Theater Drachengasse
- On The Soap (U. Brèe, R. Henning, R. Steinmetz) – monatliche Live-Sit-Soap-Opera, Theater Drachengasse
- Gatte gegrillt (D. Issit) – Theater Drachengasse
- Kindersägen (R. Steinmetz) – Theater Drachengasse
- Drachensteigen (P. Kellner) – Theatro picollo
- Lenny Johnson Intim (G. Egger) – Spektakel
- Es war die Lerche (E. Kishon) – Theakos/Bozen und Graumanntheater
- Performing Penthesilea (L. Johnson) – Theater Drachengasse
- Laute(r) Stars (H. Vavra/B. Föger) – Kulisse
- Verliebt, Vertont, Verdaut (L. Prelog) – Theater Drachengasse
- Weiberg´schichten (E. Thurner) – neuebuehnevillach
- Schnittmuster (Chr. Jonke) – Arteciello
- Ein glücklicher Tag (Komödie von Andrzej Chichlowski) – Kultursommer Wolkersdorf

## Eigene Programme
- „Manche mögens weiss“ (Regie Michael Niavarani) inkl. ORF Aufzeichnung
- musikalisches Kabarett „Mizzilieder“ gemeinsam mit Daniela Gaets (Buch: D. Gaets, Regie: M. Dimali)

## Filmografie
- 2007: Immer nie am Meer (Kino)
- 2000: Wenn die Liebe flöten geht[4] (Kino)
- Rex – die frühen Jahre (ORF)
- Geboren in Absurdistan (Kino)